# Dynamite Survival
『Dynamite Survival』（ダイナマイト・サバイバル）は、田原俊彦の9枚目のベスト・アルバム。2003年7月24日に、ガウスエンタテインメント / ディス・ワンから発売された。

## 背景
1998年にポニーキャニオンから発売された『BEST OF TOSHIHIKO TAHARA』以来、約5年ぶりとなるベスト・アルバムで、田原がジャニーズ事務所を退所した1994年から2003年までにリリースしたシングル曲と、新曲2曲が収録されている。

## リリース
2003年7月24日に、ガウスエンタテインメントのディス・ワンレーベルから発売された。
2015年1月7日に、徳間ジャパンコミュニケーションズのディス・ワンレーベルから、フォーマットをHQCDに変更して再発売された。

## 批評
| 専門評論家によるレビュー | 専門評論家によるレビュー |
| レビュー・スコア         | レビュー・スコア         |
| 出典                     | 評価                     |
| ------------------------ | ------------------------ |
| CDジャーナル             | 肯定的                   |

『CDジャーナル』は、「どこか苦労のにじむ大人の雰囲気がグー」と指摘し「ファンキーで大人な作風が印象的」と肯定的な評価をしている。

## 収録曲
| #         | タイトル                               | 作詞                                             | 作曲                            | 編曲          | 時間  |
| --------- | -------------------------------------- | ------------------------------------------------ | ------------------------------- | ------------- | ----- |
| 1.        | 「Dynamite Survival -I WILL SURVIVE-」 | Dino Fekaris, Freddie Perren 訳詞: 真間稜        | Dino Fekaris, Freddie Perren    | h-wonder      | 4:17  |
| 2.        | 「メロディー <着信音>」                | hiroshi(HAPPY DRUG STORE)                        | shimi→zu(HAPPY DRUG STORE)      | SHIGE KAWAGOE | 4:57  |
| 3.        | 「DO-YO」                              | グ・スーヨン                                     | 浅田直                          | h-wonder      | 4:12  |
| 4.        | 「抱きしめていいですか」               | LOVEREVERB                                       | LOVEREVERB                      | SHIGE KAWAGOE | 4:42  |
| 5.        | 「涙にさよならしないか」               | 松井五郎                                         | 都志見隆                        | 岩本正樹      | 4:46  |
| 6.        | 「キミニオチテユク」                   | 園田利隆                                         | 島野聡                          | 松井寛        | 4:29  |
| 7.        | 「EASY...LOVE ME...」                  | MARC                                             | RYUZI                           | RYUZI         | 4:41  |
| 8.        | 「A NIGHT TO REMEMBER」                | D. Meyers, C. Sylvers, N. Beard 訳詞: えびね遊子 | D. Meyers, C. Sylvers, N. Beard | 安藤高弘      | 3:40  |
| 9.        | 「DA・DI・DA」                         | 松井五郎                                         | 高浪敬太郎                      | 高浪敬太郎    | 4:18  |
| 10.       | 「真夜中のワンコール」                 | 田久保真見                                       | 都志見隆                        | 武沢豊        | 4:53  |
| 11.       | 「魂を愛が支配する」                   | 及川眠子                                         | 都志見隆                        | 武沢豊        | 5:16  |
| 12.       | 「雪のないクリスマス」                 | ダダ・ジョナサン                                 | UNI                             | 船山基紀      | 3:50  |
| 合計時間: | 合計時間:                              | 合計時間:                                        | 合計時間:                       | 合計時間:     | 54:01 |

## 楽曲解説
1. Dynamite Survival -I WILL SURVIVE-
  - 新曲。
  - グロリア・ゲイナーが、1978年に発表した「恋のサバイバル」のカバー。
2. メロディー <着信音>
  - 新曲。
3. DO-YO
  - 53rdシングル。
4. 抱きしめていいですか
  - 52ndシングル。
5. 涙にさよならしないか
  - 51stシングル。
  - 日本テレビ系『THE ワイド』エンディングテーマ[5]
6. キミニオチテユク
  - 50thシングル。
  - 第一興商『STAR digio』CFイメージソング[6]
  - JFN系『第一興商“DAM CUP '98”』テーマソング[7]
7. EASY...LOVE ME...
  - 49thシングル。
  - 第一興商『STAR digio』CMソング[8]
8. A NIGHT TO REMEMBER
  - 48thシングル。
  - テレビ東京系『見た目が勝負!?』テーマ曲[9]
9. DA・DI・DA
  - 47thシングル。
  - ワールド『abadat』CFイメージソング[10]
10. 真夜中のワンコール
  - 46thシングル。
  - 表題曲は、MBS-TBS系ドラマ30『愛の産科』主題歌[11]
11. 魂を愛が支配する
  - 45thシングル。
  - テレビ朝日系『まいど!音楽ラスベガス』エンディングテーマ[12]
12. 雪のないクリスマス
  - 44thシングル。
  - フジテレビ系『おはよう!ナイスデイ』エンディングテーマ[13]